# Verzorgingsplaats De Mark
Verzorgingsplaats De Mark is een Nederlandse verzorgingsplaats, gelegen aan de A15 bij Meteren in de gemeente West Betuwe in de richting Nijmegen tussen afritten 30a en 30. Er is alleen een parkeerplaats te vinden.

## Zeekade
Vroeger was er ook aan de andere kant van de A15 een verzorgingsplaats te vinden, genaamd Zeekade, met een voormalig Q8-tankstation (thans Tango) dat nu verderop voorbij knooppunt Deil te vinden is (i.e. verzorgingsplaats Eigenblok).
Richting Bemmel:
Staeldiep · 
Portland · 
Ridderkerk · 
Steenenhoek · 
Veenbult · 
Molenkamp · 
De Mark · 
Overbroek · 
Leigraaf
Richting Maasvlakte:
Varakker ·
Eigenblok ·
Den Bout · 
Alblasserdam